# Global Warning
Global Warning is een album van Jon Oliva's Pain dat uitkwam in maart 2008, in Nederland medio april 2008 en in de Verenigde Staten en Canada kwam het rond 30 april 2008 uit.
Het album start met het opera-achtige titelnummer "Global Warning" waarvan de eerste 3 minuten puur instrumentaal zijn en allerlei instrumenten te horen zijn, daarna het snellere commerciële "Look At The World" gevolgd door het harde snelle "Adding The Cost" met daarin de 'maniakale vocalen' van Jon Oliva. Daarna volgen nog allerlei nummers, waarvan sommigen veel van Savatage en Trans-Siberian Orchestra weg hebben en op het digipack (de uitklapbare cd) is nog een bonustrack te horen, genaamd: "No More Saturday Nights". Veel materiaal (vooral gitaarriffs en wat songteksten)  is nog van oude tapes van Jons overleden broer Criss, maar Oliva heeft hier een moderner tintje aan gegeven en de bandleden maakten er samen met Oliva een compleet geheel van, in de stijl van eind jaren 1980, passend in deze tijd (2008). De cd is wat minder toegankelijk dan zijn voorganger en velen van de liefhebbers zullen wellicht wat meer luisterbeurten nodig hebben om de mooiere stukken (voor degenen die van deze muziek houden) van dit album te waarderen. In de Duitse "Media Control Charts" bereikte het album de 11e plaats in maart 2008.
Tijdens de opnames van dit album is de producer en tevens vriend van Jon Oliva, Greg Marchak ('super') overleden. Toch zette de band door ondanks dit verlies. Het korte nummer O To G, werd aan hem opgedragen. In Nederlands: Ode aan Greg.

## Tracks
- Global Warning
- Look At The World
- Adding The Cost
- Before I Hang
- Firefly
- Master (Oliva schreef dit ongewone nummer als plaagstootje naar mensen die bijna alleen nog maar computeren)
- The Ride
- O To G (opgedragen aan de tijdens de opnames overleden geluidsman en producer Greg Marchak)
- Walk Upon The Water
- Stories
- Open Up Your Eyes
- You Never Know
- Someone/Souls
  - No More Saturday Nights (bonustrack op het digipack (uitklapbare cd)
    - I See (bonustrack alleen op de Japanse uitgave)

## Bandleden
- Jon Oliva – keyboards, piano, elektrische- en akoestische orgelgitaar, en zang
- Matt LaPorte – elektrische gitaar en achtergrondzang
- Kevin Rothney – elektrische basgitaar zowel met als zonder fret (fretloze elektrische bas)
- Christopher Kinder – drums, percussie en wasmachine
- John Zahner – keyboards en orgel
- Diverse gastartiesten zoals Howard Helm (keyboards/orgel) en Ralph Santolla (gitaar)
- Christopher Oliva (Criss) - diverse gitaarriffs

## Productie
- Greg Marchak (†) (overleden tijdens de opnames)
- Jon Oliva & Christopher Kinder